# Meeting Pro Athlé Tour de Marseille 2020
Das Meeting Pro Athlé Tour de Marseille 2020 war eine Leichtathletik-Veranstaltung, die am 3. September 2020 im Stade Pierre-Delort im südfranzösischen Marseille stattfand. Die Veranstaltung war Teil der World Athletics Continental Tour und zählte zu den Bronze-Meetings, der dritthöchsten Kategorie dieser Leichtathletik-Serie.

## Resultate

### Männer

#### 100 m
| Platz | Athlet          | Land | Zeit (s) |
| ----- | --------------- | ---- | -------- |
| 1     | Akani Simbine   | RSA  | 10,19    |
| 2     | Arthur Cissé    | CIV  | 10,21    |
| 3     | Mike Rodgers    | USA  | 10,27    |
| 4     | Mouhamadou Fall | FRA  | 10,46    |
| 5     | Dylan Rigot     | FRA  | 10,56    |
| 6     | Amaury Golitin  | FRA  | 10,58    |
| 7     | Jeremy Leroux   | FRA  | 10,62    |
| 8     | Hassan Taftian  | IRI  | 10,62    |

Wind: −0,3 m/s

#### 200 m
| Platz | Athlet                | Land | Zeit (s) |
| ----- | --------------------- | ---- | -------- |
| 1     | Alexandre Ferrando    | FRA  | 21,36    |
| 2     | Tazana Kamanga-Dyrbak | DEN  | 21,55    |
| 3     | Ryan Zézé             | FRA  | 21,55    |
| 4     | David Kendziera       | USA  | 22,02    |
| 5     | Maksim Hrabarenka     | BLR  | 22,25    |
| 6     | Hachim Maaroufou      | FRA  | 22,37    |
| 7     | Ismael Daffe          | FRA  | 23,17    |

Wind: −1,7 m/s

#### 800 m
| Platz | Athlet                    | Land | Zeit (min) |
| ----- | ------------------------- | ---- | ---------- |
| 1     | Ferguson Cheruiyot Rotich | KEN  | 1:44,34    |
| 2     | Elliot Giles              | GBR  | 1:44,68    |
| 3     | Guy Learmonth             | GBR  | 1:46,57    |
| 4     | Javier Mirón              | ESP  | 1:46,85    |
| 5     | Benjamin Robert           | FRA  | 1:46,92    |
| 6     | Renaud Rosiere            | FRA  | 1:47,34    |
| 7     | Kyle Langford             | GBR  | 1:47,55    |
|       | Ludovic Le Meur           | FRA  | DNF        |
|       | Khalid Benmahdi           | ALG  | DNF        |

#### 1500 m
| Platz | Athlet                    | Land | Zeit (min) |
| ----- | ------------------------- | ---- | ---------- |
| 1     | Soufiane el-Bakkali       | MAR  | 3:34,51    |
| 2     | Azeddine Habz             | FRA  | 3:35,87    |
| 3     | Kevin López               | ESP  | 3:35,98    |
| 4     | Jimmy Gressier            | FRA  | 3:36,22    |
| 5     | Baptiste Mischler         | FRA  | 3:36,39    |
| 6     | Piers Copeland            | GBR  | 3:37,00    |
| 7     | Mike Foppen               | NED  | 3:37,11    |
| 8     | Yani Khelaf               | FRA  | 3:37,70    |
| 9     | Paul Robinson             | IRL  | 3:38,52    |
| 10    | Mehdi Belhadj             | FRA  | 3:38,87    |
| 11    | Hugo Hay                  | FRA  | 3:39,11    |
| 12    | Djilali Bedrani           | FRA  | 3:39,22    |
| 13    | Benoit CAMPION            | FRA  | 3:45,24    |
|       | Adam Czerwiński           | POL  | DNF        |
|       | Pierrik Jocteur-Monrozier | FRA  | DNF        |
|       | Nicolas Herbin            | FRA  | DNF        |

#### 110 m Hürden
| Platz | Athlet                  | Land | Zeit (s) |
| ----- | ----------------------- | ---- | -------- |
| 1     | Orlando Ortega          | ESP  | 13,15    |
| 2     | Wilhem Belocian         | FRA  | 13,27    |
| 3     | Pascal Martinot-Lagarde | FRA  | 13,63    |
| 4     | Antonio Alkana          | RSA  | 13,81    |
| 5     | Michael Obasuyi         | BEL  | 13,88    |
| 6     | Just Kwaou-Mathey       | FRA  | 13,99    |
| 7     | Yohan Chaverra          | COL  | 14,08    |
| 8     | Ronan Greff             | FRA  | 14,16    |

Wind: −0,3 m/s

#### Diskuswurf
| Platz | Athlet                   | Land | Weite (m) |
| ----- | ------------------------ | ---- | --------- |
| 1     | Philip Milanov           | BEL  | 63,51     |
| 2     | Lolassonn Djouhan        | FRA  | 63,04     |
| 3     | Mauricio Ortega          | COL  | 61,80     |
| 4     | Alin Alexandru Firfirică | ROM  | 61,77     |
| 5     | Marek Bárta              | CZE  | 60,07     |
| 6     | Kevin Mayer              | FRA  | 49,65     |
| 7     | William Chevrier         | FRA  | 49,22     |
| 8     | Aurelien Fabreguettes    | FRA  | 49,99     |

### Frauen

#### 100 m
| Platz | Athlet                 | Land | Zeit (s) |
| ----- | ---------------------- | ---- | -------- |
| 1     | Marie-Josée Ta Lou     | CIV  | 11,40    |
| 2     | Carolle Zahi           | FRA  | 11,52    |
| 3     | Daryll Neita           | GBR  | 11,56    |
| 4     | Inna Eftimowa          | BUL  | 11,75    |
| 5     | Wided Atatou           | FRA  | 11,75    |
| 6     | Taliyah Brooks         | USA  | 11,79    |
| 7     | Jessie Saint-Marc      | FRA  | 11,84    |
| 8     | Patrizia van der Weken | LUX  | 11,91    |

Wind: −1,1 m/s

#### 400 m
| Platz | Athlet            | Land | Zeit (s) |
| ----- | ----------------- | ---- | -------- |
| 1     | Sokhna Lacoste    | FRA  | 52,86    |
| 2     | Amandine Brossier | FRA  | 53,40    |
| 3     | Kalyl Amaro       | FRA  | 54,75    |
| 4     | Isabelle Black    | FRA  | 56,00    |
| 5     | Melissa Grosjean  | FRA  | 56,20    |
| 6     | Estelle Fabre     | FRA  | 62,92    |

#### 800 m
| Platz | Athlet                | Land | Zeit (min) |
| ----- | --------------------- | ---- | ---------- |
| 1     | Laura Muir            | GBR  | 2:00,16    |
| 2     | Lore Hoffmann         | SUI  | 2:01,48    |
| 3     | Cinthia Anaís         | FRA  | 2:01,77    |
| 4     | Adelle Tracey         | GBR  | 2:01,86    |
| 5     | Habitam Alemu         | ETH  | 2:02,51    |
| 6     | Léna Kandissounon     | FRA  | 2:02,97    |
| 7     | Maeliss Trapeau       | FRA  | 2:03,20    |
| 8     | Shelayna Oskan-Clarke | GBR  | 2:04,54    |
| 9     | Charlotte Mouchet     | FRA  | 2:05,07    |
| 10    | Charlotte Pizzo       | FRA  | 2:05,60    |
| 11    | Olha Ljachowa         | UKR  | 2:05,96    |
|       | Souliath Saka         | BEN  | DNF        |

#### 1500 m
| Platz | Athlet             | Land | Zeit (min) |
| ----- | ------------------ | ---- | ---------- |
| 1     | Jemma Reekie       | GBR  | 4:02,20    |
| 2     | Claudia Bobocea    | ROM  | 4:02,67    |
| 3     | Maruša Mišmaš      | SVN  | 4:03,05    |
| 4     | Eilish McColgan    | GBR  | 4:05,59    |
| 5     | Hanna Hermansson   | SWE  | 4:07,35    |
| 6     | Aude Korotchansky  | FRA  | 4:10,32    |
| 7     | Alice Finot        | FRA  | 4:11,12    |
| 8     | Bérénice Fulchiron | FRA  | 4:11,40    |
| 9     | Elena Bellò        | ITA  | 4:13,13    |
| 10    | Marine Houel       | FRA  | 4:16,72    |
| 11    | Mélody Julien      | FRA  | 4:18,22    |
| 12    | Élodie Normand     | FRA  | 4:21,46    |
| 13    | Manon Guillermin   | FRA  | 4:39,83    |
|       | Aneta Lemiesz      | POL  | DNF        |

#### 100 m Hürden
| Platz | Athlet              | Land | Zeit (s) |
| ----- | ------------------- | ---- | -------- |
| 1     | Cyréna Samba-Mayela | FRA  | 13,00    |
| 2     | Elwira Herman       | BLR  | 13,13    |
| 3     | Lucie Koudelová     | CZE  | 13,65    |
| 4     | Fanny Quenot        | FRA  | 13,71    |
| 5     | Eefje Boons         | NED  | 13,81    |
| 6     | Elena Mitewa        | BUL  | 13,85    |

#### Weitsprung
| Platz | Athletin                      | Land | Weite (m) |
| ----- | ----------------------------- | ---- | --------- |
| 1     | Nastassja Mirontschyk-Iwanowa | BLR  | 6,66      |
| 2     | Taliyah Brooks                | USA  | 6,57      |
| 3     | Caterine Ibargüen             | COL  | 6,56      |
| 4     | Yanis David                   | FRA  | 6,48      |
| 5     | Éloyse Lesueur-Aymonin        | FRA  | 6,38      |
| 6     | Chloé Maurin                  | FRA  | 5,92      |
| 7     | Magaly Tshipopo               | FRA  | 5,84      |
|       | Tiphaine Mauchant             | FRA  | NM        |

#### Diskuswurf
| Platz | Athletin             | Land | Weite (m) |
| ----- | -------------------- | ---- | --------- |
| 1     | Mélina Robert-Michon | FRA  | 60,02     |